# OT-64
Il OT-64 è un veicolo cecoslovacco blindato ruotato per trasporto truppe (APC), basata sul Tatra 813 8x8.
Esso è stato la risposta cecoslovacca al BTR-60, ed era caratterizzato da molte soluzioni interessanti, come il motore al centro dello scafo, i portelloni posteriori, propulsione diesel, anche se esso aveva un peso molto maggiore rispetto al BTR. Esportato in Iraq, come anche in Polonia, ormai nell'ex-Cecoslovacchia ne restano solo nei depositi.

## Genesi
Questo veicolo nacque dalle esigenze dell'Esercito popolare cecoslovacco, che non era soddisfatto delle caratteristiche del BTR-60, mentre l'industria locale, la più indipendente dei Paesi del Patto di Varsavia, era a sua volta interessata a non restare totalmente ancorata alla standardizzazione su materiali sovietici.
Il BTR era per molti aspetti un mezzo eccellente, in particolare come mobilità questo veicolo 8x8 era realmente l'inizio di una nuova era. Ma come sistemazione della truppa era tutto sommato non del tutto soddisfacente. Infatti, essa era trasportata in un vano scoperto, con sportelli laterali per entrare e uscire rapidamente. Ma la mancanza di protezione superiore era assai criticata e criticabile, per cui si cercò di provvedere in merito. Però il motore era sistemato posteriormente, e nonostante la larghezza del mezzo, non vi fu modo di ricavare lì un portello di entrata e uscita.
Così il BTR-60B venne dotato di soli portelli superiori per l'accesso, assai scomodi e soprattutto pericolosi se usati in combattimento, sotto il fuoco nemico. Va detto che era comunque un mezzo più sicuro degli autocarri tattici delle unità motorizzate occidentali, e poi i fanti potevano:
- sparare dall'interno, grazie alla presenza di feritoie di tiro, sia pure scomode (nell'M113, per esempio, non esistevano)
- oppure stare esposti aprendo i portelli superiori
- o infine smontare solo se il mezzo non era direttamente sotto tiro.

Anche così non vi poteva essere una soddisfazione totale sulla configurazione interna del veicolo, che oltretutto era dotato di motori a benzina piuttosto che diesel.
Nel frattempo in Cecoslovacchia, sia per motivi industriali che operativi di cui sopra venne realizzato l'OT-64. Il primo modello non aveva una torretta per le armi, ma ben presto arrivò l'OT-64C (o SKOT-2A), armato con la stessa torretta del BTR-60PB e del BRDM-2.

## Tecnica
Il Blindato OT-64C era ed è un mezzo da trasporto truppe, capace di trasportare fino a 2 squadre di fanteria, anche se spesso utilizzato solo per una.
La sua struttura è in pannelli di acciaio squadrati, leggermente inclinati, con uno spessore normale di 10mm. La differenza con il BTR-60 è sensibile, anche se non determinante, perché il veicolo sovietico ha una corazza standard di 7mm, 9 solo nella parte anteriore dello scafo (lamiera dello scudo inferiore): ma l'inclinazione, molto marcata e elaborata, rende la sua protezione più efficace di quanto non faccia pensare la differenza di spessore.
Quindi l'OT-64C ha una struttura più semplice da realizzare, è marginalmente più efficace ma anche più pesante. Per il resto, i veicoli da trasporto truppe coevi occidentali spesso non arrivano a 8mm. In ogni caso l'obiettivo originario era soltanto di resistere alle armi di piccolo calibro sulle brevi distanze, e contro le mitragliere pesanti alle medie.
La meccanica comprende 4 assali per 8 ruote, tutte motrici. A differenza che nel BTR esse non sono ugualmente distanziate tra di loro, ma appaiono raggruppate in 2 blocchi. Il diametro degli pneumatici è sensibilmente inferiore, per questo è stato possibile separare in 2 sezioni il treno di ruote. Probabilmente la cosa è stata necessaria per via della posizione dell'apparato propulsivo. Certo è che la mobilità, specie la pressione sul suolo (già più alta per via di 4 tonnellate di peso in più) non ne ha beneficiato. Il mezzo ha una trasmissione manuale e un volante per il pilota, sistemato anteriormente al mezzo.
Il veicolo ha un motore a centro dello scafo, da 180 hp. La sua meccanica deve far fronte ad un mezzo più pesante del BTR (14,5 t rispetto a 10,6) con la stessa potenza complessiva dei 2 motori del veicolo russo. Questi ultimi sono a benzina, cosa che contribuisce a rendere il veicolo, già molto più leggero, assai brillante. L'OT-64 ha invece un motore diesel, che consente di aumentare l'autonomia a 720 km (contro 500), mentre la meccanica, piuttosto sorprendentemente, permette prestazioni superiori, con 94 km/h contro 80. In sostanza, nonostante il peso maggiore del 40% la velocità e l'autonomia sono superiori del 20 e del 40%.
Gli scarichi del motore sono a centro dello scafo, esterni alla scocca, cosa che rende vulnerabili al fuoco le marmitte, mentre presumibilmente il veicolo ha un rumore interno 'sgradevole' rispetto al mezzo russo. Se non altro, le marmitte roventi contribuiscono a rendere sconsigliabile la arrampicata sopra il mezzo ai facinorosi durante le sommosse popolari. Peraltro si tratta di una considerazione accademica, perché durante i moti del 1968 l'esercito cecoslovacco non intervenne.

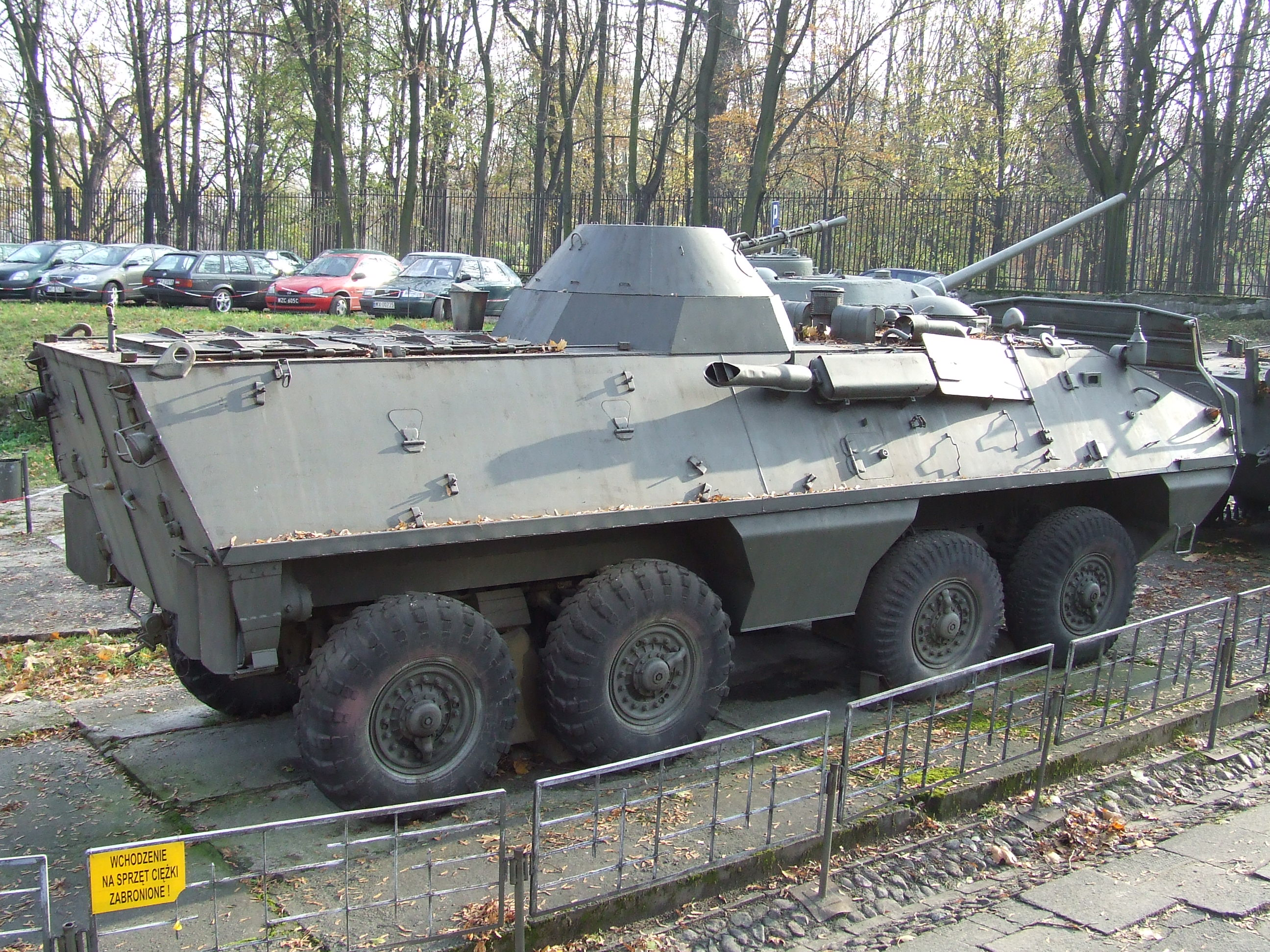
Questo veicolo esposto in un museo mostra i portelli della parte posteriore, vantaggiosi rispetto alla struttura del BTR-60

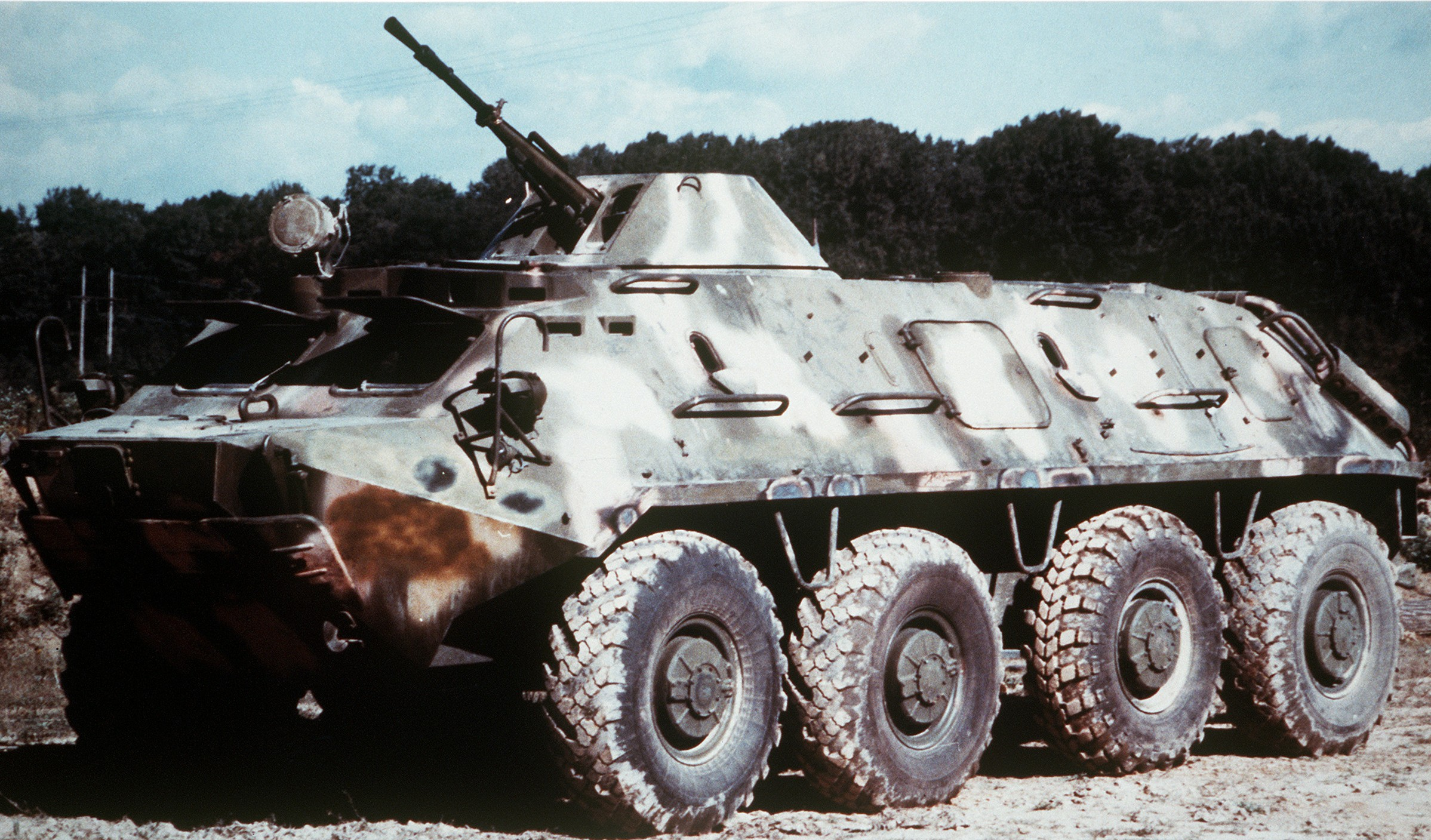
il BTR-60PB, il rivale russo

In termini di equipaggio e armamento, il posto di pilotaggio è in avanti, assieme a quello del capocarro, con una buona visibilità attraverso portelli in blindovetro.
Dietro vi è il motore, ma anche la torretta. Questa è sistemata su di una sorta di barbetta poligonale, e ha azionamento manuale, con un periscopio di mira per l'operatore che è sistemato nello scafo. L'armamento è dato da una mitragliera KPV da 14,5mm, dalla potenza doppia rispetto a una M2 Browning. Essa ha proiettili AP (32mm di corazza perforabili a 500 m) e una coassiale PKT da 7,62mm e consente di affrontare i corazzati leggeri da trasporto truppe e ricognizione anche a 1 km.
La truppa è sistemata dietro il motore, e ha lo svantaggio di non essere a diretto contatto con il capocarro. Però ha la possibilità di usufruire di feritoie di tiro laterali, portelli superiori e soprattutto, uno posteriore. Il veicolo è anfibio (eliche per 9 km/h), ha protezione NBC e sistemi IR di visione notturna.

## Servizio
Il mezzo entrò in linea negli anni '60, e rapidamente si arrivò al OT-64C con torretta da 14,5 mm.
Il veicolo ha avuto una diffusione limitata, ma nondimeno è stato il mezzo standard da trasporto truppe cecoslovacco, e in molti esemplari è stato usato anche dai polacchi e iracheni.
L'evoluzione del mezzo ha visto alcune migliorie e versioni speciali. Fin dall'inizio esso ha avuto il vantaggio, sul BTR.60, di concedere alla truppa sia un portellone posteriore, che una corazza superiore, che un motore diesel per un maggior raggio operativo, poi è giunto in servizio il OT-64C.
Rispetto al BTR-60PB (con tetto coperto e 2 portelli laterali), l'accessibilità al comparto truppa risulta in proporzione ancora migliore, la protezione simile o leggermente superiore, l'armamento eguale. Nell'insieme il OT-64C è risultato un veicolo più efficiente, potente e meglio protetto, anche se il peso maggiore lo ha reso più inerte ai comandi e all'accelerazione.
Altri miglioramenti sono stati realizzati, essenzialmente nella torretta. Alcuni veicoli, infatti, hanno avuto un paio di rampe di lancio per missili AT-3 Sagger, sistemati ai lati, soluzione che secondo molti avrebbe dovuto essere adottata anche per il BMP-1.
Altri mezzi hanno avuto una torretta con un tetto ricurvo, che ha comportato l'aumento dell'alzo da 35 a 89 gradi, per permettere una migliore efficacia nel settore contraereo. Entrambe queste modifiche hanno comportato degli importanti vantaggi tattici, (capacità di fuoco controcarro e contraerea) anche se probabilmente non sono state rese disponibili in un'unica torretta.

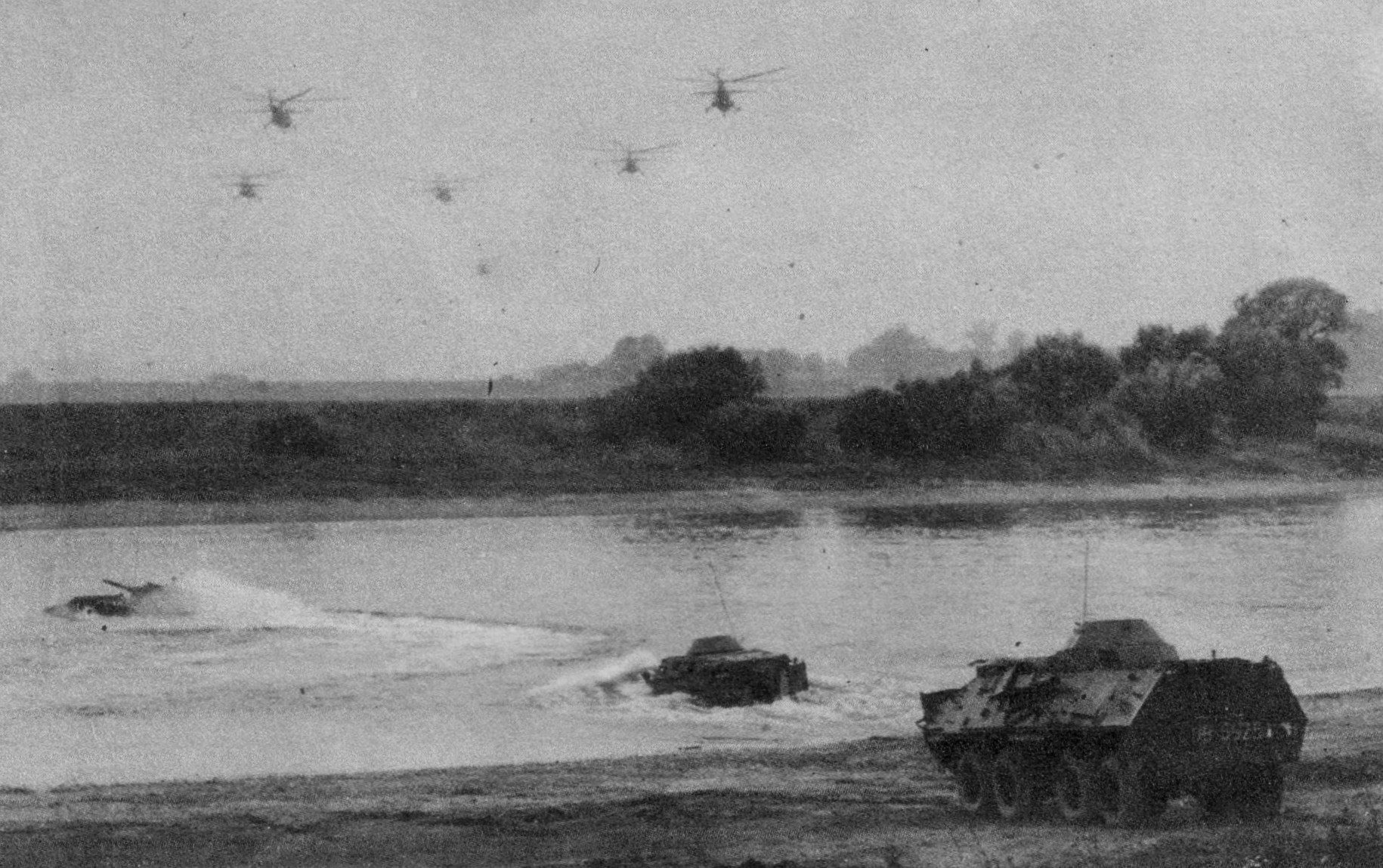
OT-64, sfilando in serie danno dimostrazione in sequenza, di come questi mezzi entrassero in acqua. Notare il cielo, pieno di elicotteri durante un'esercitazione di assalto

Alcune altre versioni hanno avuto compiti speciali, come il DPT-65 carro-officina, e il OT-64R carro comando radio. La produzione è durata fino al 1990, 26 anni dopo l'arrivo in servizio del tipo.
Il mezzo è stato utilizzato come veicolo standard per l'esercito iracheno, sia pure assieme ad altri tipi. Esso è stato impiegato in tutte le guerre combattute dal 1980 in poi.
Le torrette dei mezzi cecoslovacchi tolti dalla linea sono state in molti casi riutilizzate per aggiornare i BMP-1, dando loro un'arma più leggera ma più precisa e con capacità antiaeree. Non è chiaro se anche quelle con i missili Sagger hanno avuto tale destino.
Nell'insieme l'OT-64C è un veicolo interessante, con numerosi vantaggi sul BTR sovietico, mentre gli svantaggi sono soprattutto relativi al peso, probabilmente al costo, alla mancanza di un ventaglio di modelli speciali paragonabile e infine, un ritardo di alcuni anni nell'entrata in servizio.